# آن دونگ گو
آن دونگ گو (کره‌ای: 안동구؛ زادهٔ ۲ نوامبر ۱۹۹۳) بازیگر و مدل اهل کره جنوبی است. او به خاطر ایفای نقش در درام‌های وقتی هوا خوبه، مکانیک روح، وزش باد و خانه شیرین شناخته می‌شود.

## فیلم‌شناسی

### فیلم
| سال  | عنوان        | نقش                | منابع |
| ---- | ------------ | ------------------ | ----- |
| ۲۰۱۷ | تابستان سیاه | سال پایینی جی هیون | [ ۶ ] |
| ۲۰۲۰ | موضوع        | هیون سونگ          | [ ۷ ] |

### مجموعه تلویزیونی
| سال       | عنوان                       | نقش          | منابع  |
| --------- | --------------------------- | ------------ | ------ |
| ۲۰۱۹      | وزش باد                     | کوان دو هون  | [ ۸ ]  |
| ۲۰۲۰      | وقتی هوا خوبه               | چا یون تک    | [ ۹ ]  |
| ۲۰۲۰      | مکانیک روح                  | نو وو جونگ   | [ ۱۰ ] |
| ۲۰۲۱–۲۰۲۲ | تابستان دوست‌داشتنی ما       | گا اون هو    | [ ۱۱ ] |
| ۲۰۲۱–۲۰۲۲ | گل برفی                     | چوی بیونگ ته | [ ۱۲ ] |
| ۲۰۲۲      | کافه حقوق                   | سو اون کانگ  | [ ۱۳ ] |
| ۲۰۲۳      | توی نوزدهمین زندگیم می‌بینمت | ها دو یون    | [ ۱۴ ] |

### مجموعه اینترنتی
| سال  | عنوان       | نقش        | توضیحات | منابع  |
| ---- | ----------- | ---------- | ------- | ------ |
| ۲۰۲۰ | خانه شیرین  | لی سو وونگ | فصل ۱   | [ ۱۵ ] |
| ۲۰۲۱ | دریای خاموش | کارمند     |         |        |